# Botrypus chamaeconium
Botrypus chamaeconium là một loài dương xỉ trong họ Ophioglossaceae. Loài này được Holub mô tả khoa học đầu tiên năm 1973.
Danh pháp khoa học của loài này chưa được làm sáng tỏ. 